# Nikita Meškovs
Nikita Meškovs ou Meshkovs est un joueur d'échecs letton né le 30 juin 1994 à Riga.
Au 1er mars 2020, il est le numéro deux letton avec un classement Elo de 2 582 points.

## Biographie et carrière
Grand maître international depuis 2017, Meškovs remporta :
- le tournoi d'automne 2017 de Deizisau ;
- le championnat de Lettonie en 2018 ;
- la 13e Termo-Eko Cup à Riga en décembre 2018 (avec 8,5 points sur 9)[2] ;
- la finale de la Nortwest Cup en décembre 2019, au départage devant Vadim Moïsseïenko[3] ;
- le troisième tournoi Old Town Hotel Pullman de Riga au départage devant Evgueni Svechnikov avec 7,5 points sur 9[4].

En 2019, il finit 45e du championnat d'Europe d'échecs individuel avec 7 points sur 11.
Meškovs a représenté la Lettonie lors des olympiades de 2016 et 2018. Lors de l'Olympiade d'échecs de 2016, il jouait au quatrième échiquier et la Lettonie finit 17e de la compétition. En 2018, il joua au troisième échiquier de l'équipe de Lettonie.